# Dardhas
Dardhas è una frazione del comune di Pogradec in Albania (prefettura di Coriza).
Fino alla riforma amministrativa del 2015 era comune autonomo, dopo la riforma è stato accorpato, insieme agli ex-comuni di Buçimas, Çërravë, Pogradec, Proptisht, Trebinjë, Velçan e Udenisht a costituire la municipalità di Pogradec.

## Località
Il comune era formato dall'insieme delle seguenti località:
- Dardhas
- Stropcke
- Prenisht
- Derdushe
- Osnat
- Lekas
- Nice
- Sterkanj
- Grunja